# Pariotrigona pendleburyi
Pariotrigona é um gênero de abelha sem ferrão presente no sudeste asiático, mais especificamente na Tailândia. Existem por volta de 500 espécies de abelhas sem ferrão no mundo catalogadas em diversos gêneros diferentes. Muitas espécies ainda não foram descobertas e outras estão passando por revisões para reenquadrá-las como novas espécies ou pertencentes a outros gêneros.
Existe até o momento apenas 1 espécie de Pariotrigona catalogada, sendo ela:
| Gênero       | Espécie                  | Nome popular (se tiver)  |
| Pariotrigona | Pariotrigona pendleburyi | Pariotrigona pendleburyi |